# Coon Rapids, Minnesota
Coon Rapids, Minnesota là một thành phố thuộc quận Anoka trong tiểu bang Minnesota, Hoa Kỳ. Thành phố có diện tích km2, dân số theo điều tra năm 2000 của Cục điều tra dân số Hoa Kỳ là61.476  người, là thành phố lớn thwus 12 ở tiểu bang Minnesota..
Coon Rapids là một vùng ngoại ô phía bắc của Minneapolis, và là thành phố lớn nhất ở quận Anoka, Minnesota.
Ban đầu được thành lập như là một phần của thị trấn Anoka vào năm 1857, Coon Rapids đã trở thành một ngôi làng riêng biệt vào năm 1952. Trong năm 1959, nó đã trở thành một thành phố. Nó giữ lại ranh giới ban đầu của nó, ngoại trừ phần đã trở thành thành phố của Anoka.
Cái tên "Coon Rapids" đến từ "Coon Creek Rapids", một phần ghềnh thác hỗn loạn của thượng nguồn sông Mississippi gần cửa rạch Coon. Những ghềnh đã bị loại bỏ như một hệ quả của việc xây dựng các đập Coon Rapids vào năm 1913. Đập hoạt động như một máy phát thủy điện cho đến năm 1966 khi nó đã được đóng cửa và sau đó mở ra cho công chúng như Công viên đập Coon Rapids khu vực vào năm 1978. Đập đánh dấu sự đầu hàng hải trên đường thủy Thượng sông Mississippi.